# Uetz
Uetz este o comună din landul Saxonia-Anhalt, Germania.